# John Breuilly
John Breuilly (* 31. Oktober 1946) ist ein britischer Historiker. Er ist emeritierter Professor für Nationalismus und Ethnizität an der London School of Economics und Autor des wegweisenden Buches Nationalism and the State (1982).

## Karriere
Breuilly lehrte an den Universitäten von Manchester (1972–1995) und Birmingham (1995–2004). Er war Gastprofessor an den Universitäten Hamburg (1987–1988) und Bielefeld (1992–1993). Anschließend arbeitete er als Professor für Nationalismus und Ethnizität an der London School of Economics.

## Forschung und Publikationen
Breuillys Forschungsschwerpunkte liegen in der neueren deutschen Geschichte und der vergleichenden Geschichte des modernen Europas. Er beschäftigt sich weiter mit moderner Stadtgeschichte, der Geschichte des Sozialismus und des Liberalismus, der Geschichte der bürgerlichen Kultur sowie der Geschichte und Theorie des Nationalismus und der Modernisierung. An der Universität Manchester sah sich Breuilly noch in erster Linie als Historiker für deutsche Geschichte. Hier begann er sich für Nationalismen zu interessieren. Er erkannte, dass es das von ihm gesuchte Buch zu diesem Thema nur geben würde, wenn er es schrieb. So entstand seine Pionierarbeit Nationalism and the State, die 1982 veröffentlicht wurde. Breuilly war auch Herausgeber des Oxford Handbook of the History of Nationalism (2013).

## Ausgewählte Veröffentlichungen
- Nationalism and the State. Manchester: Manchester University Press, 1982.
- mit Wieland Sachse: Joachim Friedrich Martens (1806–1877) und die deutsche Arbeiterbewegung. Stuttgart: Franz Steiner Verlag, 1984, ISBN 978-3-515-07281-6.
- The Formation of the First German Nation-State 1800-1871. London: Palgrave Macmillan, 1996, ISBN 978-0333527184. (Studies in European History)
- Nationalismus und moderner Staat: Deutschland und Europa. Hg. und übersetzt von Johannes Müller. Köln: SH-Verlag, 1999, ISBN 978-3894980603.
- Austria, Prussia and Germany, 1806–1871. London: Longman, 2002. (Seminar Studies in History)
- Germany's Two Unifications: Anticipations, Experiences, Responses. London: Palgrave, 2004 (hg. mit Ronald Speirs), ISBN 1-4039-4653-1.
- La formazione dello stato nazionale tedesco (1800–1871). Bologna: Il Mulino, 2004, ISBN 88-15-09677-9.
- Nationalism. In: Dowding, Keith (ed.): Encyclopedia of Power. London: SAGE Publications, 2011, ISBN 978-1-4129-2748-2.
- (Hg.): The Oxford Handbook of the History of Nationalism. Oxford: Oxford University Press, 2013.
- Nineteenth-Century Germany: Politics, Culture, and Society 1780–1918. (2. Aufl. 2020).